# Rue Dorian
La rue Dorian est une voie située dans le quartier de Picpus dans le 12e arrondissement de Paris.

## Situation et accès

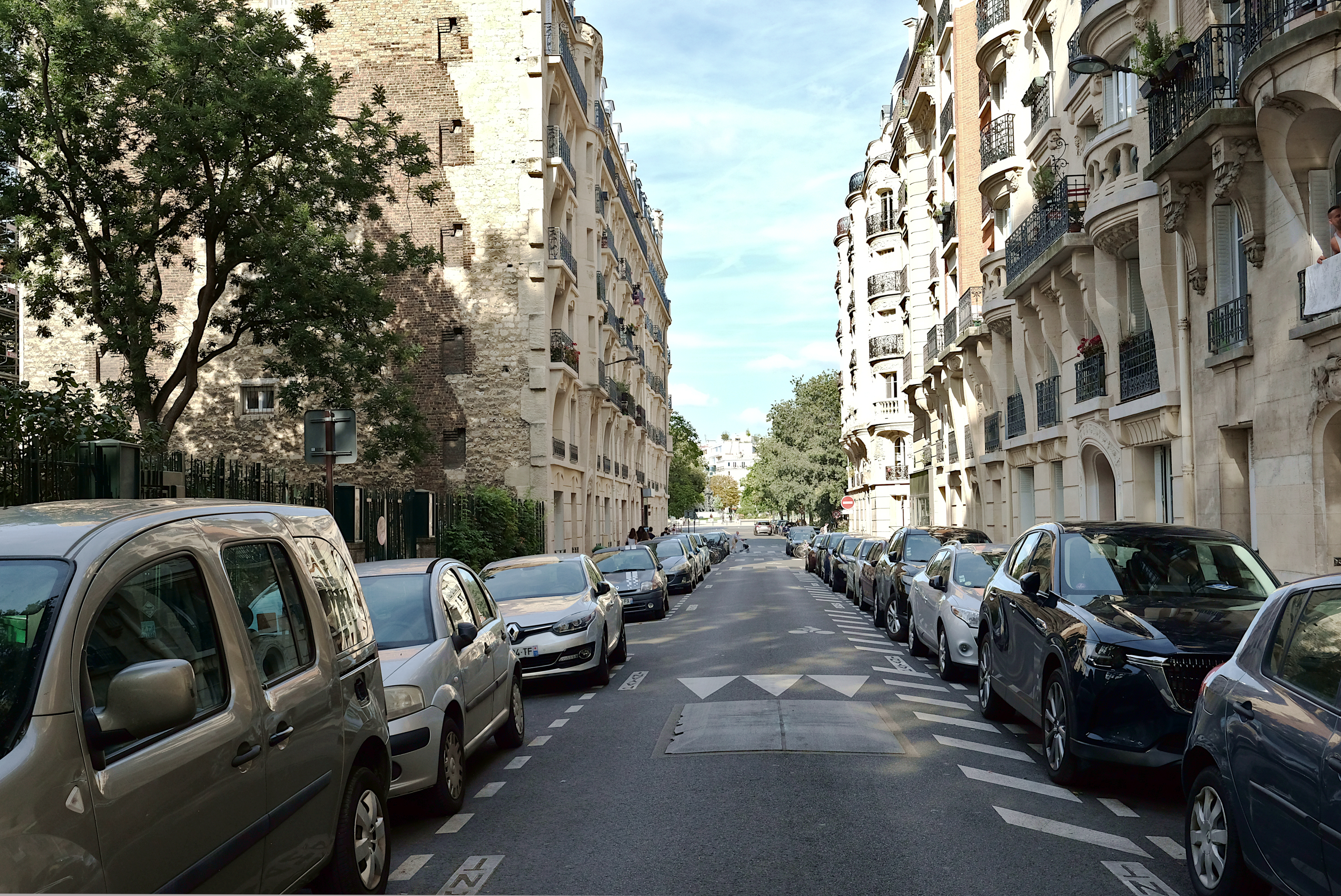
La rue Dorian vue en direction de la rue de Picpus.

La rue Dorian est desservie par les lignes 1, 2, 6 et 9 à la station Nation.

## Origine du nom
La dénomination de la voie est un hommage à l'homme politique Pierre-Frédéric Dorian (1814-1873).

## Historique
Anciennement, la rue Dorian correspondait à l'actuelle avenue Dorian qui fut élargie à la fin du XIXe siècle pour son accès à la place de la Nation. En 1905, la Ville de Paris décide de prolonger et d'ouvrir la rue jusqu'au boulevard Diderot en la faisant partir à angle droit.
En 1951, le tronçon joignant le boulevard Diderot a été renommé rue Pierre-Bourdan.

## Bâtiments remarquables et lieux de mémoire
- L'école Boulle en bordure.
- no 1 : immeuble de 1912 réalisé par l'architecte G. Danger et l'entrepreneur J. Pinot.

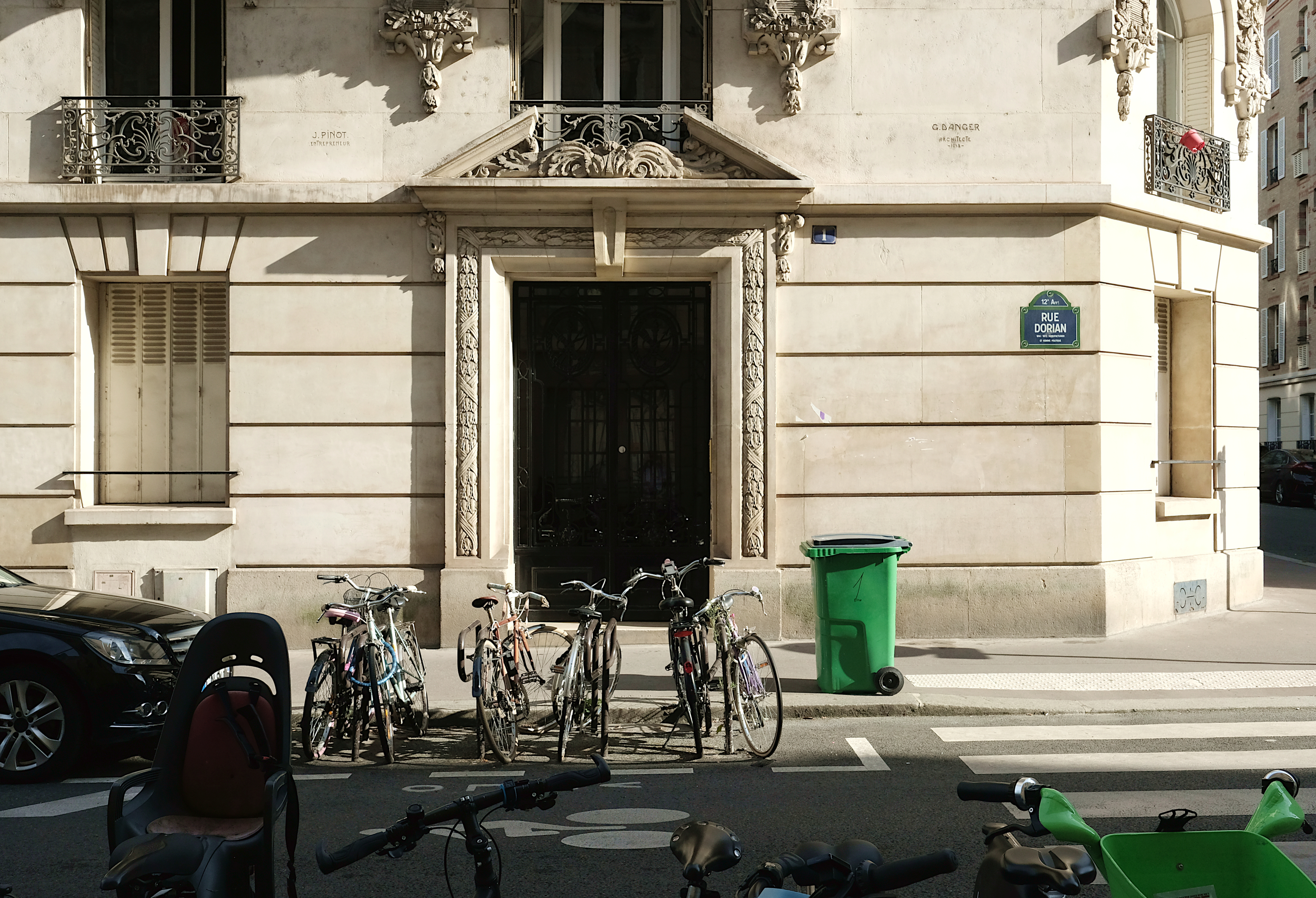
no 1.
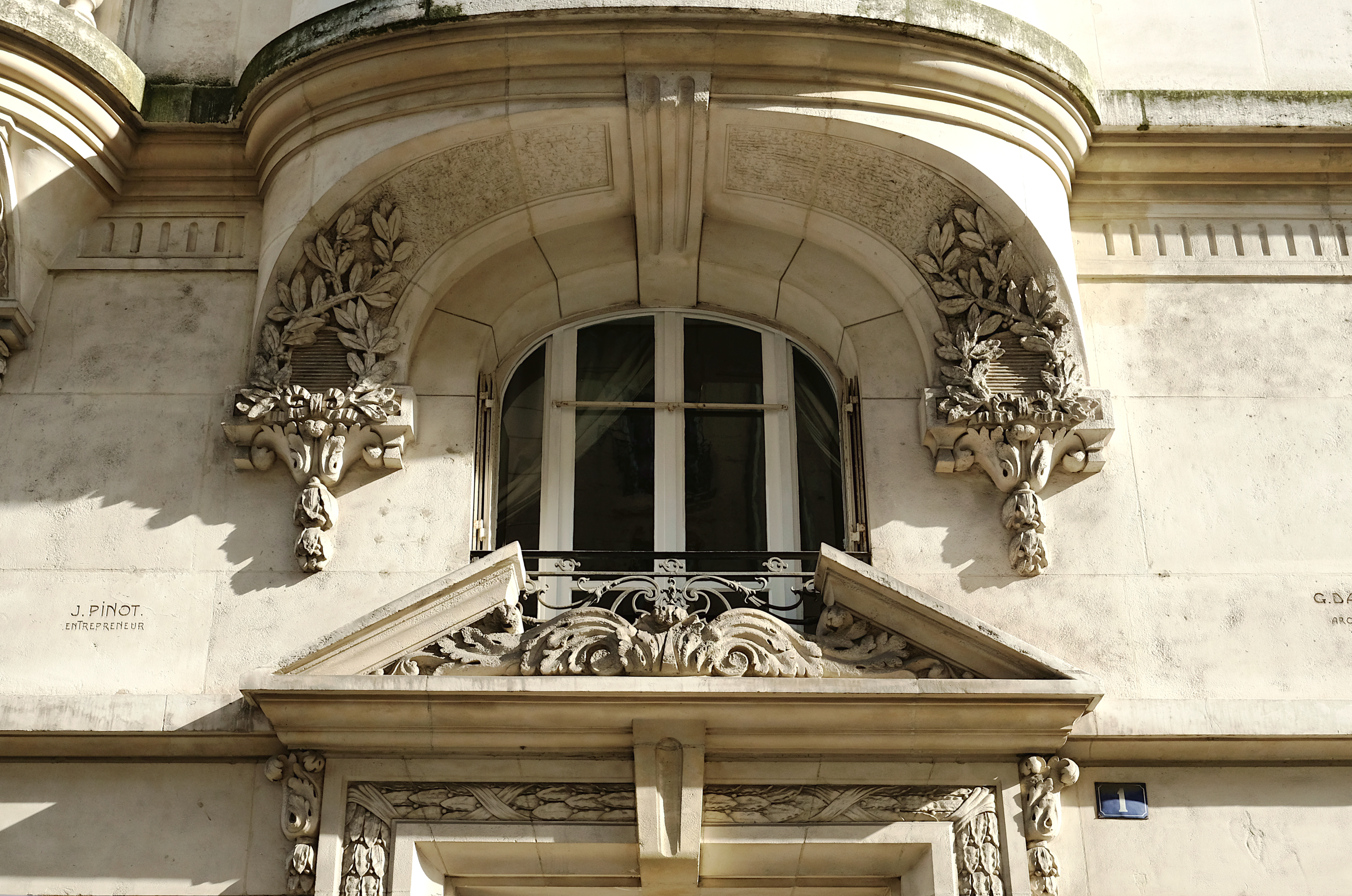
no 1, détail.

- Aux nos 2, 4, et 6 se trouvent des immeubles réalisés par l'architecte Jean Falp (en 1905 et 1909), inscrits sur la liste des protections patrimoniales du 12e arrondissement. Leur architecture de style Art nouveau est agrémentée de composantes d'inspiration médiévale (tourelle, sculptures d'animaux)[1].

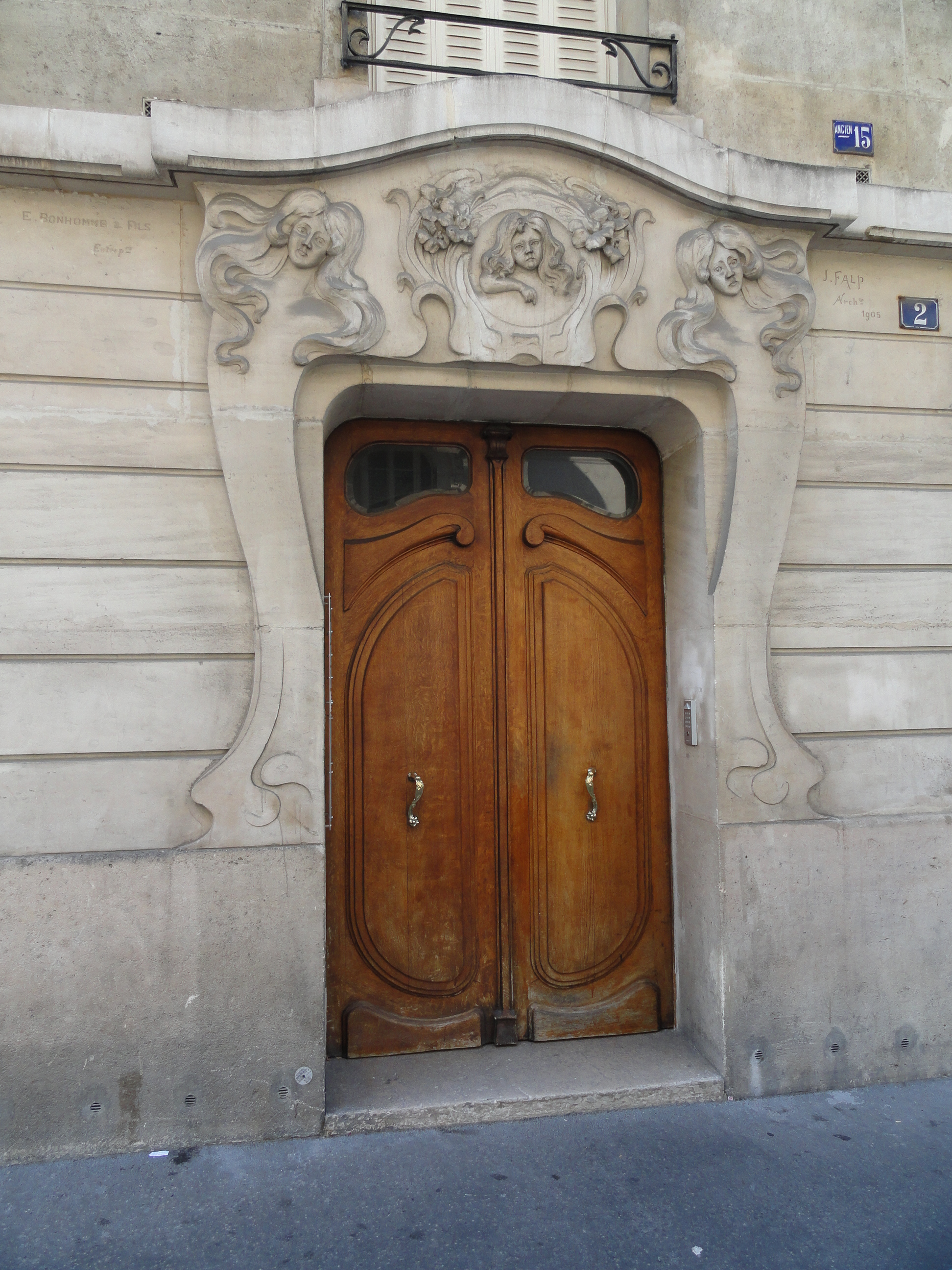
Décoration de la porte du no 2.
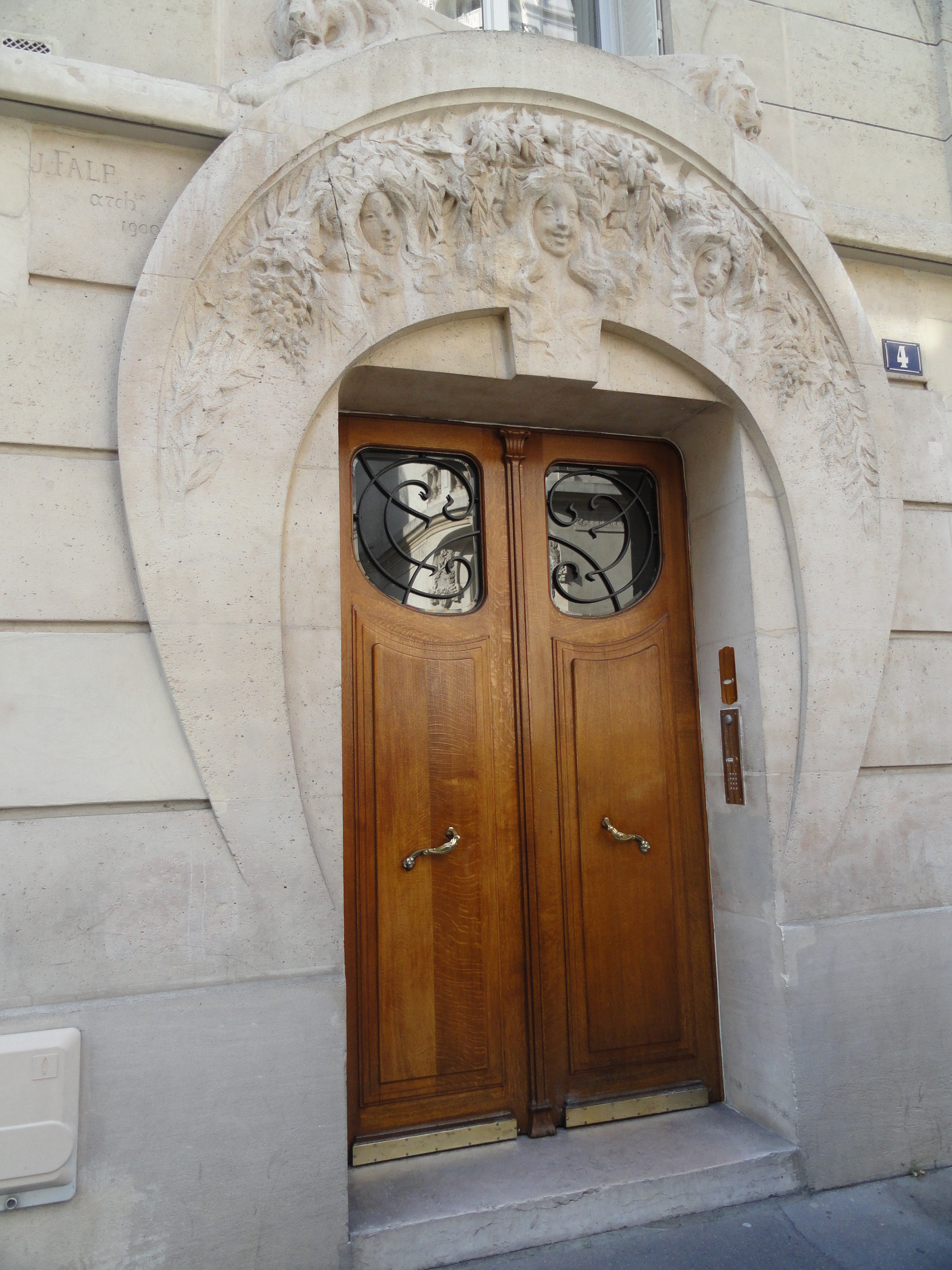
Décoration de la porte du no 4.
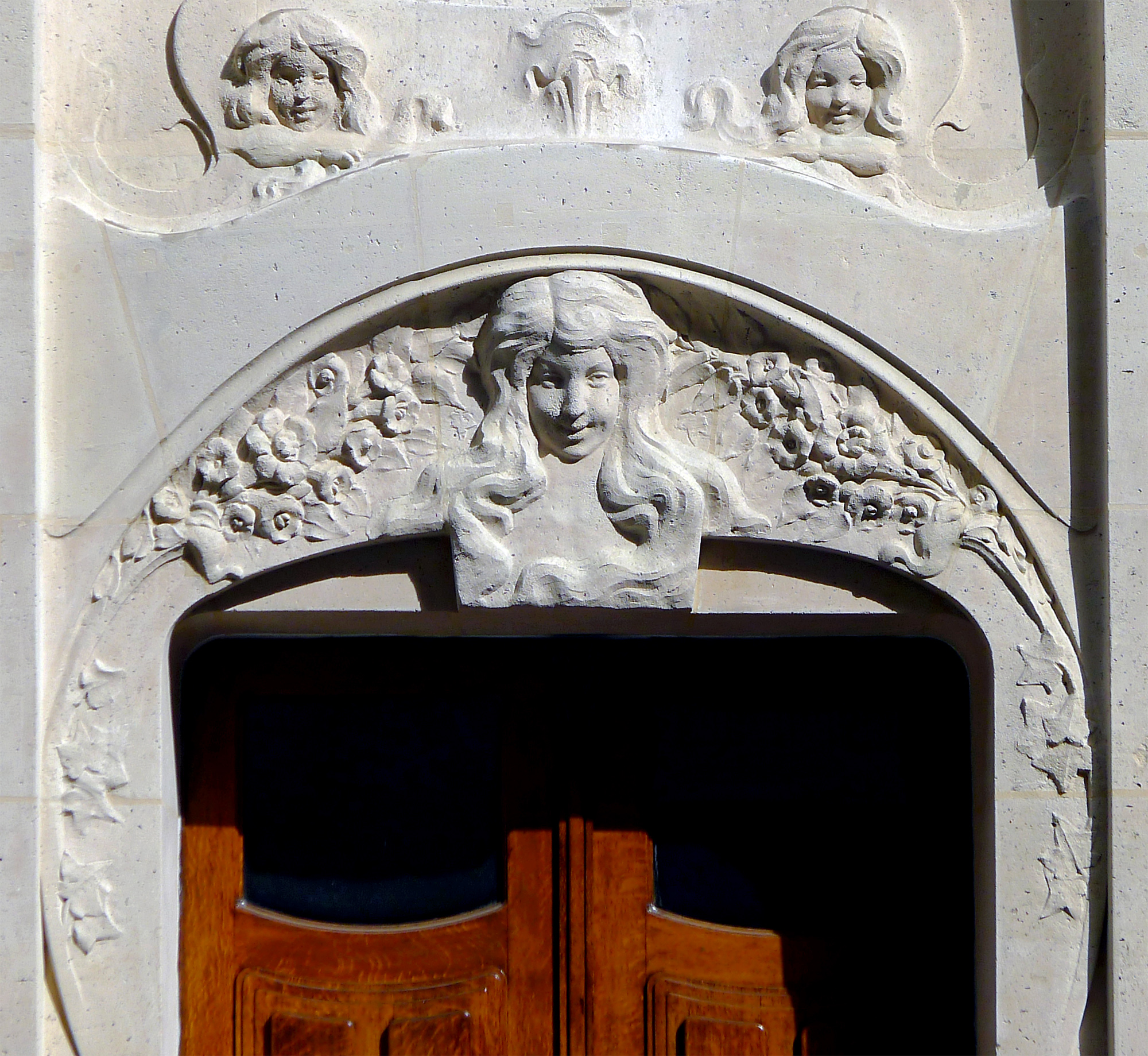
Décoration de la porte du no 6.